# EST L 30623–30981
Die zweiachsigen offenen Güterwagen der Gattung L mit den Nummern 30623–30981 der französischen Chemins de fer de l’Est (EST) wurden ab 1898 gebaut. Insgesamt entstanden in den bahneigenen Werkstätten 359 Exemplare dieser Baureihe, die in erster Linie für den Transport von Koks eingesetzt wurden. Die zweiachsigen Wagen hatten beidseitig in der Wagenmitte Flügeltüren. Das Fahrgestell war aus Metall, der Boden und die Bordwände waren aus Holz gefertigt.